# U.S. Route 82
U.S Route 82 (också kallad U.S. Highway 82 eller med förkortningen  US 82) är en amerikansk landsväg.